# Natación de larga distancia
La natación de larga distancia es diferente de la natación normal porque la distancia de la natación competitiva es más larga que la de la natación competitiva. La natación en la que la resistencia es mayor que la velocidad se llama natación de larga distancia. Sin embargo, la natación de larga distancia se puede realizar en piscina: por ejemplo, en el primer Mundial de 24 horas de 1976, Pepo Biscarini ganó el campeonato con un récord de 83,7 kilómetros (natación en piscina de 50 metros en 24 horas). En 2008, Maarten van der Weijden ganó la medalla de oro y estableció un récord mundial en la natación de 25 metros. Algunos de los nado de larga distancia más conocidos son los cruces del Canal de la Mancha, la Isla Santa Catalina, el Cinturón de Fehmarn y el Estrecho de Cook.
La natación de distancias ultralargas a veces se denomina natación de maratón. La distancia mínima que constituye una maratón de natación se ha reducido drásticamente con el tiempo. Diferentes organizaciones adoptan diversas distancias mínimas. Las pruebas de natación en los juegos olímpicos tienen una distancia de 10 km.[cita requerida]
Los nados de larga distancia tienden a caer en una de dos categorías: (1) nados en los que la fecha y hora de inicio son elegidas por el nadador individual (a menudo llamados nados en solitario) y (2) nados que involucran un inicio en grupo..[cita requerida]
La natación de larga distancia es una de las pruebas en las que existen récords femeninos que superan a los masculinos en igualdad de condiciones.

## Reglamento de organización
Las organizaciones de natación, a los efectos de mantener registros, a menudo imponen otras reglas. La World Aquatics y el Salón de la Fama de Natación de Maratón Internacional no mantienen registros de natación que emplea material aislante térmico, telas para reducir la resistencia, ayudas a la flotabilidad, aparatos respiratorios, prótesis de propulsión, etc..[cita requerida]
Para los cruces de canales importantes, la mayoría de las organizaciones permiten que el nadador utilice ayuda externa, un ejemplo es que el nadador nada junto a un barco que utiliza electrónica y telecomunicaciones sofisticadas para ayudarle a tomar el camino más fácil a través de las corrientes superficiales y las mareas. .[cita requerida]
Estos barcos también pueden facilitar el desafío al nadador al bloquear el viento y el movimiento de la superficie. Tales embarcaciones también transportan alimentos y bebidas calientes para que el nadador las consuma periódicamente durante el nado (por ejemplo, cada 20 a 30 minutos)..[cita requerida]
En otra variante, algunas organizaciones de natación simplemente tienen diferentes conjuntos de registros para diferentes escenarios de equipo (por ejemplo, divisiones con y sin trajes de neopreno), similar a la estructura del mantenimiento de registros de apnea..[cita requerida]

## Natación de larga distancia en los Países Bajos
Los Países Bajos tienen una rica tradición en estas carreras, que se conocen en holandés como langebaanzwemmen (literalmente "natación de carril largo"). A 2004, algunos se han organizado continuamente durante más de 50 años. Muchos competidores holandeses también han alcanzado prestigio en el ámbito internacional, como Herman Willemse, Judith de Nijs, Lenie de Nijs, Joke van Staveren, Barry Van der Chuckle, Monique Wildschut, Irene van der Laan, Hans van Goor, Edith van Dijk y Maarten van der Weijden (medallista olímpico)..[cita requerida]
En los Países Bajos existen tres categorías de langebaanzwemmen:
- Prestatietochten (literalmente "recorrido de logros"): distancias superiores a 250 m para todas las categorías (incluidos los participantes sin permiso de carrera)..[cita requerida]
- Langeafstandzwemmen (literalmente "natación de larga distancia): distancias de hasta 10 km. Esta categoría incluye eventos en aguas abiertas. En esta categoría se encuentran el Open Nationale Kampioenschappen en 5 km y 10 km estilo libre, con pruebas separadas para profesionales y amateurs, y.[cita requerida]
- Marathonzwemmen (literalmente "maratón de natación"): distancias superiores a 10 km. El Nationale Kampioenschappen (campeonatos nacionales) de esta categoría es una empresa conjunta con la vecina Bélgica..[cita requerida]

La mayoría de los eventos se realizan en la categoría de larga distancia, unos 25 de ellos en los Países Bajos. Un número aproximadamente igual está organizado en Flandes, en Bélgica. Las vías fluviales de los Países Bajos, por lo tanto, se encuentran entre las más transitadas del mundo para la natación en aguas abiertas..[cita requerida]